# 安德烈·萨金塞夫
安德烈·彼得罗维奇·兹维亚金采夫（羅馬化：Andrey Petrovich Zvyagintsev；1964年2月6日—），俄罗斯知名导演、演员。2003年，他執導的作品《歸鄉》獲得威尼斯影展金獅獎。

## 生平
1964年，安德烈·兹维亚金采夫出生在前苏联西伯利亚联邦管区新西伯利亚。
1984年，他毕业于俄罗斯戏剧艺术学院，之后开始从事演艺事业。1990年，他再次从莫斯科国立戏剧大学毕业。
他的第二部劇情片《將愛放逐》（2007年）在當年的坎城影展首映，並獲得金棕櫚獎提名。
2011年作品《伊蓮娜》再次在坎城影展一種注目單元首映，並獲得影展評審團獎。同年，《伊蓮娜》獲得根特電影節大獎。
2014年作品《纏繞之蛇》赢得第67届戛纳电影节最佳编剧奖和第72届金球奖最佳外语片奖，也获得第87届奥斯卡最佳外语片提名。
2017年的《无爱可诉》入选第70届戛纳影展主竞赛片并获得评审团奖。
2021年6月，安德烈·薩金塞夫接種了加馬列亞2019冠状病毒病疫苗，但出現高燒，被送往醫院，並進入加護病房。住院期間，他因感染抗生素抗藥性感染而患上敗血症。他在德國一家醫院處於昏迷狀態，但隨後患上多發性神經病，導致他喪失行走能力。在很長一段時間裡，他既不能坐起來，也不能說話。在醫院裡，他的喉嚨韌帶受傷，直到2022年5月，他仍在德國威斯巴登的一家醫院接受治療。到了2023年底，居住在法國的薩金塞夫正在準備拍攝一部名為《木星》的電影。

## 作品
| 年份 | 中文名         | 原文名 | 角色 | 备注       |
| ---- | -------------- | ------ | ---- | ---------- |
| 2000 | 《黑屋子》     |        |      | 电视剧     |
| 2003 | 《歸鄉》       |        |      | 导演       |
| 2006 | 《将爱放逐》   |        |      | 导演、编剧 |
| 2009 | 《紐約我愛你》 |        |      |            |
| 2011 | 《伊莲娜》     |        |      | 导演、编剧 |
| 2014 | 《纏繞之蛇》   |        |      | 导演、编剧 |
| 2017 | 《無愛可訴》   |        |      | 导演       |